# Phallichthys fairweatheri
Phallichthys fairweatheri är en fiskart som beskrevs av Rosen och Bailey, 1959. Phallichthys fairweatheri ingår i släktet Phallichthys och familjen Poeciliidae. Inga underarter finns listade i Catalogue of Life.